# Arnulfo Cabrera Molina
Arnulfo Cabrera Molina (15 de agosto de 1879-8 de julio de 1947) fue un político mexicano, Miembro fundador del PNR Partido Nacional Revolucionario en 1929 y miembro del Partido Revolucionario Institucional.

## Biografía
Hijo del político Queretano Domingo Cabrera Gutiérrez y de María Teresa Molina Landaverde.
Originario de Colón (Querétaro), Fue Diputado (enlace roto disponible en Internet Archive; véase el historial, la primera versión y la última). al Congreso del Estado Querétaro en diversas ocasiones:
- XXIII Legislatura,(1921-1923) Representando el Distrito de Tolimán y Colón. Logrando la gestión del Municipio Libre de Colón, el 1 de julio de 1923. (enlace roto disponible en Internet Archive; véase el historial, la primera versión y la última). Así Colón se convierte en Séptima Municipalidad del Estado de Querétaro por Decreto del C. Gobernador José María Truchuelo.
- XXIV Legislatura,(1923-1925) Representando el Distrito de San Juan del Río y Pedro Escobedo. En esta última fungió como Presidente del Congreso cuando fue destituido el gobernador Francisco Ramírez Luque.
- Delegado Municipal de Colón, Qro. (1917-1921)
- Prefecto en varios Períodos
- Presidente Municipal (enlace roto disponible en Internet Archive; véase el historial, la primera versión y la última). de Colón, Qro (1935-1937) PRM

Fue un importante gestor para el Desarrollo Regional de Querétaro impulsando el comercio y la cultura. Fue administrador de importantes haciendas en el campo queretano, como la Hacienda de Ajuchitlán que fuera del Conde de Regla pero en la época de la Guerra Cristera en 1929. También la Hacienda de Salitrera, Hacienda de Potrero y Carrizal durante 9 años. Cubriendo un total de 2007 Hectáreas bajo su administración.
Se casó con la María Guadalupe Vázquez Martínez, emparentando con los exgobernadores de Querétaro, Rafael Olvera, Ángel Vázquez Mellado, Ramón Rodríguez Familiar, Agapito Pozo Balbás y con el Presidente de México Abelardo L. Rodríguez. Tuvo 12 hijos, muchos de ellos distinguidos Políticos, Maestros, Pintores y Poetas.
Vestía a la usanza Charra, Sus restos se encuentran en la sacristía de la Parroquia de San Francisco de Asís en Colón, Querétaro.